# Oddział 731 – O krok od śmierci
Oddział 731 – O krok od śmierci (oryg. Hei tai yang 731 xu ji zhi sha ren gong chang) – hongkoński film wojenny z 1994 roku w reżyserii Godfreya Ho. Trzecia część z serii filmów opowiadających o zbrodniach japońskiego oddziału 731.

## Fabuła
Akcja filmu toczy się w pociągu, którym do Japonii wracają członkowie jednostki 731 po zniszczeniu tajnego laboratorium w tejże jednostce. Okazuje się, że jeden z żołnierzy podczas niszczenia zaraził się śmiertelnym wirusem niosąc tym samym zagrożenie biologiczne. 